# Das Wad
Das Wad is een Nederlandse zwart komische korte film uit 2014 die is gemaakt in het kader van de serie Kort! De film won een Gouden Kalf in de categorie beste korte film.

## Plot
De Joodse goudzoeker Salomon stuit op een waddeneiland met zijn metaaldetector op een onderzeeër die blijkt te zijn bevolkt door bejaarde nazi's. Als Salomon denkt dat hij zich in veiligheid heeft gebracht, gaat het toch nog dramatisch mis.